# Certi bambini (romanzo)
Certi bambini è un romanzo di Diego De Silva, ambientato nella Napoli dei giorni nostri.
Il libro ha vinto nel 2001 il Premio Selezione Campiello e il Premio Brancati; nel 2002 ha ottenuto il Premio Bergamo.

## Trama
Il romanzo inizia con Rosario che, dopo aver preparato la colazione a sua nonna, si prepara per una partita di calcetto, mettendo nella borsa una pistola con l'intenzione di obbedire agli ordini della camorra e commettere il suo primo omicidio. Durante il percorso, Rosario ripenserà ai momenti che lo hanno portato fin lì, al suo lavoro al centro di accoglienza, alle persone che lo circondano, come Santino, uno dei volontari del centro, o Caterina, una ragazza più grande per cui prende la prima cotta. La morte di Caterina, deceduta durante il parto, lo porta a vendicarsi con metodi malavitosi.
Lo svolgimento del libro procede su tutti i movimenti che fa il piccolo Rosario. Rosario è un bambino che compie il bene con la stessa facilità con cui compie il male, perché la differenza non gli è mai stata insegnata.
Nel momento cruciale ricorda tutto ciò che gli aveva detto il suo capo e segue il piano; così quando vede arrivare un uomo e si spengono le luci capisce il segnale. Estrae la pistola dalla borsa, gli spara, esce fuori e mentre arriva la polizia, sta giocando a pallone.

## Adattamenti
Dal romanzo è stato tratto l'omonimo film diretto dai registi Andrea Frazzi e Antonio Frazzi.

## Edizioni
- Diego De Silva, Certi bambini, Einaudi, Torino 2001
- (NL)  Diego De Silva, Moordkinderen, trad. dall'italiano di Tom de Keyzer, Serena libri, Amsterdam 2002
- (ES)  Diego De Silva, Ciertos niños, Espasa Calpe Madrid 2002
- (DE)  Diego De Silva, Gewisse Kinder, Berlin-Verl. Berlin 2003